# Euphrasia ruptura
Euphrasia ruptura là loài thực vật có hoa thuộc họ Cỏ chổi. Loài này được W.R.Barker mô tả khoa học đầu tiên năm 1997.